# Horizon Forbidden West
Horizon Forbidden West è un videogioco action RPG sviluppato da Guerrilla Games e pubblicato da Sony Interactive Entertainment per PlayStation 4 e PlayStation 5 il 18 febbraio 2022. È il sequel del videogioco del 2017 Horizon Zero Dawn.
Il 27 settembre 2023 è stata annunciata la Complete Edition che comprende il gioco e l'espansione Burning Shores, uscita per PlayStation 5 il 6 ottobre 2023 ed è disponibile dal 21 marzo 2024 per Microsoft Windows.

## Trama
La Terra sta morendo e le Macchine sono fuori controllo. Dopo la Battaglia di Meridiana e la conseguente sconfitta di ADE e dell'Eclissi, le quattro tribù vivono pacificamente tra di loro grazie ad un'alleanza solida creatasi grazie a un'ottica comune: la sopravvivenza. Tuttavia mentre l'intero Est festeggia la vittoria contro il nemico e cerca di riparare i danni causati, la missione di Aloy è ben lontana dal dirsi conclusa. Infatti dalla sera dei festeggiamenti avvenuti subito dopo la battaglia, la Cercatrice Nora sta viaggiando disperatamente da una punta all'altra alla ricerca di una copia di GAIA, IA principale del Sistema di Terraformazione Zero Dawn, così da riavviare il sistema e scongiurare l'imminente collasso della biosfera. Nessuno ha avuto più notizie di Aloy proprio da quella sera, anche se Varl, dopo essere stato nominato anche lui Cercatore dalle Alte Matriarche, decide di mettersi alla ricerca della "Salvatrice di Meridiana" perché altri problemi sembrano essere sorti. Dopo sei mesi di instancabili ricerche, indizi e piste Varl riesce a ricongiungersi con Aloy nelle rovine della Base di Lancio Far Zenith, l'ultima speranza per trovare una copia di GAIA secondo lei. Aloy dona a Varl un Focus e i due si addentrano nelle rovine scoprendo che Far Zenith aveva tentato di rubare una copia completa di GAIA per portarla sul pianeta Sirio, che sarebbe stato colonizzato e terraformato dagli umani sopravvissuti grazie al Progetto Odissea, che prevedeva la costruzione di una navicella spaziale (l'Odissea) capace di viaggiare alla velocità della luce e permettere così lo spostamento da un punto all'altro della galassia. Tuttavia Zero Dawn aveva scoperto le vere intenzioni di Far Zenith e così Elisabet Sobeck e Travis Tate avevano programmato una finta copia di GAIA che però viene trovata da Aloy. La ragazza è disperata e non sa più cosa fare ma a quel punto Varl le suggerisce di tornare a Meridiana e rintracciare l'unica persona al mondo che poteva sapere qualcosa su una possibile copia: Sylens. 
Così, Aloy e Varl tornano a Meridiana e appena arrivata, Aloy viene a sapere da Marad che pochi giorni dopo la Battaglia di Meridiana dalla Guglia è scattato un forte bagliore scarlatto. Allora i tre si recano sul luogo e lì Aloy scopre che ADE non è stato distrutto e che dunque Sylens l'ha ingannata. Furiosa, Aloy sale in cima alla Guglia e con l'Override rintraccia Sylens scoprendo che aveva liberato ADE per ottenere altre informazioni di vitale importanza, comprese quelle riguardanti la copia di GAIA. Sylens le rivela che ciò che cerca non si trova ad Est ma nell'Ovest Proibito e che se vorrà scoprire di più dovrà varcare i confini e addentrarsi in quelle lande proibite, dopodiché interrompe la trasmissione. Aloy è fuori di sé ma non ha altra scelta se non quella di andare ad Ovest. Scesa dalla Guglia informa Varl e Marad di tutto ma Marad l'avverte che l'Ovest Proibito è ignoto e pericoloso poiché dominato dalla feroce tribù dei Tenakth. Poco dopo sul posto arrivano Vanasha, Uthid e il Re Sole Avad e quest'ultimo informa Aloy dell'imminente Ambasciata che si terrà tra i Carja e i Tenakth proprio nel canyon che segna i confini occidentali del Dominio, il Timore. Così la Cacciatrice di Macchine coglie l'occasione e parte verso i confini dell'Est per partecipare all'Ambasciata e ottenere il via libera dai Tenakth per addentrarsi nelle ignote Terre Proibite. Arrivata nel Timore, Aloy inizialmente risolve alcuni problemi ad Aspracatena, insediamento Oseram della frontiera, e lì incontra altri vecchi amici come Erend e Petra, dopodiché si dirige a Luce Arida per prendere parte all'Ambasciata. Tuttavia quest'incontro non va come previsto, poiché i Ribelli dei Tenakth, guidati dalla spietata Regalla, attaccano i Carja e i Tenakth trasformando l'Ambasciata in un massacro. Dopo lo scontro Aloy ottiene il permesso grazie al lascia passare datole da Fashav, cugino di Avad tenuto come prigioniero di guerra dei Giorni Rossi e ora divenuto Maresciallo Tenakth. 
Addentratasi nell'Ovest Proibito Aloy segue un segnale che la porta dritta da ADE, ormai danneggiato dentro una grotta che conduce verso Latopolis, un laboratorio di sperimentazione per il collaudo dell'IA stessa e che contiene una copia di GAIA. Facendo una breve conversazione con lui, Aloy scopre che ADE è stato torturato e completamente svuotato da Sylens per avere informazioni e dopo aver distrutto definitivamente ADE, entra nella grotta scoprendo che la copia di GAIA non possiede le sue sottofunzioni e nel mentre sul luogo giungono dei misteriosi individui con un aspetto strano in compagnia di un altro clone di Elisabet, con l'intenzione di recuperare anch'essi la seconda copia di GAIA. Aloy riesce a fuggire da questi individui portando con sé la copia di GAIA, ma durante la fuga sorgono vari problemi e viene ferita gravemente. Tuttavia verrà ritrovata da Varl che la porterà ad Eco della Pietra, un avamposto della tribù Utaru lì vicino, per chiedere il loro aiuto. Così Aloy si risveglia due giorni dopo lì e successivamente insieme a Varl e Zo, Cantamorte Utaru che l'ha curata, si dirigono a Cantopuro, patria degli Utaru, per ottenere il permesso del Coro (i capi tribù) per entrare dentro la Caverna Sacra. Nonostante l'opposizione del Coro, i tre, grazie ad un attacco delle Macchine proveniente proprio da lì, riescono ad entrare nella caverna (che si rivela essere un Calderone) e scoprono che la Piaga Rossa è dovuta a causa di un malfunzionamento delle Macchine che non avendo più controllo continuano a purificare il pianeta causando l'effetto contrario ovvero rendendolo arido e inospitale. Così i tre si addentrano nel Calderone per ottenere il controllo delle Macchine e fermarle e trovano l'ingresso di un'antica struttura dei Predecessori che veniva utilizzata da Elisabet Sobeck con l'intento di salvaguardare il pianeta. Qui Aloy, Varl e Zo decidono di farne da Base e Aloy, dopo aver recuperato MINERVA, riattiva finalmente GAIA. L'IA rivela che le persone che Aloy ha incontrato sono i membri di Far Zenith che mille anni prima hanno abbandonato il pianeta durante la Piaga di Faro per rifugiarsi sul pianeta Sirio e che intendono colonizzare la Terra nuovamente distruggendo ogni forma di vita. GAIA rivela che l'unico modo per contrastarli è di risanare il pianeta e riottenere la sua sottofunzione EFESTO, ma a differenza degli altri, egli si è evoluto nel corso degli anni, diventando tremendamente potente, persino più di ADE. Nelle sue condizioni attuali, GAIA finirebbe per soccombere a EFESTO. L'unico modo per avere una possibilità di batterlo è di recuperare le altre sottofunzioni. Aloy riesce a individuarne tre: ETERE, DEMETRA e POSEIDONE. Nel frattempo Sylens, dopo aver estratto le conoscenze di ADE, si è segretamente alleato con Regalla e ha insegnato a usare l'Override sulle Macchine ai Ribelli Tenakth, costituendo un'altra grande minaccia.
Dopo essersi preparata, Aloy si spinge verso le Terre dei Clan, territorio dei Tenakth, per trovare le tre IA. Per prima localizza ETERE, situata nel cuore della regione, tuttavia farà la conoscenza di Hekarro, il Capo tribale, che le permetterà di ottenerla solo se riuscirà a convincere il Clan del Cielo a partecipare al Kulrut, la prova sacra per i Tenakth. In questa impresa si farà aiutare da Kotallo, maresciallo Tenakth che ha perso un braccio durante l'attacco all’Ambasciata. Riuscita nell’impresa Aloy però dovrà combattere a fianco dei Tenakth durante il Kulrut per difendere l’Arena dall’attacco di Regalla e dei suoi ribelli. Fatto ciò Kotallo deciderà di unirsi alla sua squadra. Per trovare POSEIDONE si spingerà nel territorio del Clan del Deserto, che si trova in una situazione di stallo per la contesa dei due capi-clan al potere. Nel mentre anche Erend è giunto ad Ovest per unirsi ai suoi amici. Infine si spinge nell’estremo Ovest, territorio del Clan delle Paludi, alla ricerca di DEMETRA. Arrivata alle rovine di San Francisco Aloy scopre che una tribù straniera proveniente da oltre mare, i Quen, si sono stanziati lì per scoprire i segreti del bunker di Ted Faro. Infatti i membri più alti di questa tribù possiedono tutti una versione precedente del Focus, e potendo accedere solamente ai dati precedenti al 2060, questa tribù adora le figure di Elisabet Sobeck, Ted Faro e tutti i membri di Zero Dawn come delle vere divinità. Tuttavia grazie all’aiuto di Alva, Divinatrice Quen che entrerà a far parte del suo equipaggio, riuscirà a riottenere DEMETRA e ad entrare nel bunker di Faro, scoprendo verità agghiaccianti. Dopo essere tornata alla Base con le IA, GAIA la informa che da una montagna lì vicino proviene un segnale di soccorso da parte di ILIZIA, una delle tre IA scomparse. Così Aloy, Varl ed Erend si dirigono sul posto trovando lì una Zenith, Verbena, che viene fatta fuori da un macchinario avanzato progettato da Sylens. I tre entrano nella caverna che ospita le rovine di una struttura antica e dentro le casse di stoccaggio trovano l’altro clone di Elisabet, Beta. Tuttavia vengono interrotti da degli Specter (le Macchine degli Zenith) che Aloy decide di affrontare da sola mentre Varl porta fuori Beta. Sconfitti gli Specter, Aloy esce dalla caverna e si dirige verso Varl ed Erend che stanno osservando Beta per capire se è ancora viva. Dopo un’attenta analisi Aloy vede che la sua gemella respira ancora e decide di portarla alla Base così da poterle estorcere informazioni sugli Zenith. All’inizio Beta è confusa e spaventata e inoltre è caratterialmente opposta ad Aloy quindi le due hanno diversi disguidi, tuttavia pian piano riusciranno a trovare un punto d’incontro e capirsi e fidarsi reciprocamente, proprio come due sorelle. Poco tempo dopo Beta rivela che gli Zenith hanno intenzione di attivare una nuova GAIA dalla seconda copia trovata a Latopolis e che possiedono ARTEMIDE ed ILIZIA e anche la copia di APOLLO. Per fermare ciò GAIA stabilisce che è giunto il momento di catturare EFESTO ma per riuscirci dovranno collegarla alla rete del Calderone Gemini che possiede due nuclei, poiché EFESTO si è ormai espanso in tutta la rete mondiale dei Calderoni. A questo punto la squadra organizza un piano per eludere le intercettazioni degli Zenith: Aloy, Varl e Beta andranno a Gemini con GAIA mentre Erend, Zo, Kotallo e Alva andranno negli altri Calderoni per trasmettere dei segnali così da confondere il nemico. Inizialmente il piano sembra eccellere: infatti EFESTO cade nella trappola e si collega al secondo nucleo del Calderone, mentre GAIA inserita nel primo inizia a riassorbirlo. Tuttavia nel momento cruciale del processo giungono sul luogo gli Zenith, che riescono a prendere GAIA e Beta e inoltre uno di loro, Erik, uccide a sangue freddo Varl. All’improvviso però Tilda, una degli Zenith più importanti, tramite un'esplosione di luce riesce a confondere tutti e portare Aloy con sè. Aloy si risveglia disperata per la morte di Varl nelle rovine della casa di Tilda. Giunta nel terrazzo incontra la donna che le chiede gentilmente si sedersi a tavola con lei. Tilda rivela molto della sua vita precedente sulla Terra e di Elisabet e del rapporto che aveva con lei e inoltre svela ad Aloy che sà come aiutarla ad entrare nella Base Zenith. Detto ciò Aloy riesce a contattare Sylens e, nonostante sia riluttante a farlo, chiede il suo aiuto per riuscire ad organizzare un piano dettagliato per entrare nella Base Zenith. Dopo aver ultimato la sua arma, Sylens afferma che il piano è pronto per essere messo in atto. Così Aloy e tutta la squadra, composta anche da Tilda e Sylens, riescono ad entrare nella Base Zenith e grazie ad una mossa studiata segretamente da Aloy e Beta, le Macchine vengono prodotte in massa grazie all’implementazione di EFESTO nel sistema di produzione Zenith permettendo alla squadra di farsi spazio tra la battaglia di Macchine di GAIA e le Macchine Zenith. Arrivati a questo punto gli Zenith scendono nel campo di battaglia ma Sylens utilizza la sua arma creata per disattivare gli scudi deflettori delle tute Zenith così da farli tornare di nuovo mortali. Tuttavia Gerard e Erik riescono ad allontanarsi e Aloy e Tilda partono al loro inseguimento. Giunta alla struttura Zenith principale Aloy affronta Erik, che mette al tappeto fino a quando sul luogo non giunge Zo, che gli infligge il colpo di grazia vendicando Varl. Aloy prosegue fino al piano più alto dove trova Beta e GAIA imprigionate. Liberata Beta, Aloy le ordina di entrare nei sistemi per scoprire cosa stanno effettivamente nascondendo gli Zenith ma fanno una scoperta scioccante: gli Zenith non volevano riappropriarsi della Terra ma volevano solamente recuperare GAIA per scappare su un sistema lontano e terraformare un nuovo pianeta, poiché la colonia su Sirio è stata distrutta da una Super IA nonta come Nemesi, che ora si sta dirigendo verso la Terra. Improvvisamente arriva Tilda, che uccide Gerard, e parla con molta disinvoltura ad Aloy di Nemesi e delle sue vere intenzioni. Aloy è fuori di sé e Tilda, ostinata, tenta di rapirla e portarla via con sé e GAIA per non commettere lo stesso errore fatto con Elisabet. Tuttavia Aloy si rifiuta categoricamente e così arriva un intenso scontro tra le due che vedrà la vittoria di Aloy, che ucciderà Tilda. Dopo lo scontro arriva Sylens che vuole salire sull’Odissea e scappare con la copia di APOLLO lontano dalla Terra, offrendo anche un posto ad Aloy. Tuttavia la ragazza, disgustata rifiuta l’offerta e raggiunge i suoi amici che erano giunti lì. Nel vedere l’unione e la forza del gruppo in Sylens si accende un senso di speranza e decide di restare per dare loro una mano con l’arrivo di Nemesi. Così ritornano tutti alla Base e Aloy riattiva GAIA, che adesso ha recuperato anche ARTEMIDE, ILIZIA e APOLLO. EFESTO è riuscito a scappare di nuovo e adesso è più agguerrito che mai. ADE è stato ormai distrutto definitivamente. E Nemesi sta arrivando. Per questo motivo Aloy incarica i suoi amici di spargere la voce tra tutte le tribù per avvertirli dell’arrivo di Nemesi e di ciò che l’intero pianeta dovrà affrontare. E così Aloy, da emarginata solitaria a scintilla di speranza per il mondo intero, si prepara ad affrontare la battaglia più grande di tutta la sua vita.

## Modalità di gioco
Come per il precedente capitolo, il gioco è un open world in terza persona a sfondo post-apocalittico. Il giocatore controlla Aloy, una Cacciatrice di Macchine, mentre viaggia nell'America dell'Ovest del 3041 d.C devastata da tempeste massicce e Macchine mortali. La mappa di Horizon Forbidden West è costituita dagli stati della West Coast Americana. Il gioco, quindi, si svolge prevalentemente tra gli stati di California e Nevada. La mappa comprende ancora qualche porzione dello Utah - apparso quasi interamente nel capitolo precedente - ed inoltre risulta essere un po' più grande ma ancora più densa rispetto a quella del predecessore. Nel videogioco, essendo questo open-world basato sul mondo reale, è possibile esplorare altri ambienti di gioco reali - in rovina - come San Francisco e la Yosemite Valley in California, Las Vegas e la Valle del Fuoco in Nevada, il Parco nazionale di Zion nello Utah e altri.  Il gameplay rimane invariato, l'unica aggiunta è quella dell'esplorazione subacquea; infatti i giocatori possono scoprire i misteri che si celano sotto la superficie di mari, laghi e fiumi grazie ad un apposito nuovo gadget, la maschera marina, un respiratore hi-tech che permette di rimanere in apnea senza limiti di tempo. Inoltre sono stati introdotti altri gadget come il rampino, l'Alascudo (un paracadute) e la bomba fumogena che premettono ad Aloy di ampliare le strategie utilizzate per quanto riguarda l'esplorazione e i combattimenti.
Per quanto riguarda il lato tecnico, il motore grafico utilizzato dal gioco è il Decima Engine (lo stesso utilizzato per Horizon I) che essendo stato potenziato permette maggior realismo e dettagli grafici. In più vi è stato un leggero revisionamento dei modelli dei personaggi e le animazioni facciali di ogni personaggio sono migliorate e divenute più realistiche e molteplici. Altro miglioramento tecnico riguarda la telecamera durante i dialoghi, diventata un po' meno "statica", e le cinematiche presentano un motion capture di livello superiore rispetto al primo Horizon.
Infine si può affermare che il principale miglioramento è avvenuto nel combattimento corpo a corpo in cui l'arma principale di questo tipo di approccio, cioè la lancia, metterà a disposizione dei giocatori numerose combo, che permetteranno ai giocatori di usufruire di un combattimento a scontro diretto molto più affinato e appagante rispetto a quello del capostipite, incentrato principalmente sul combattimento a distanza. L'approccio del combattimento a distanza è la base principale dei combattimenti anche in questo sequel ma con il combattimento corpo a corpo migliorato. L'albero delle abilità è stato completamente rinnovato: nel primo capitolo le abilità si dividevano in quattro rami, per un totale di 36 abilità, mentre in questo sequel lo skill tree mette a disposizione sei stili di gioco differenti: Cacciatrice (incentrato sul combattimento a distanza), Guerriera (incentrato sul combattimento corpo a corpo), Infiltratrice (incentrato sull'approccio furtivo), Superstite (incentrato sul crafting e la raccolta delle risorse), Esperta di Macchine (focalizzato sull'Override delle Macchine) e Intrappolatrice (focalizzato sulla creazione e sull'azionare le trappole); ogni ramo ha 20-30 abilità ciascuno. Le armi, ma soprattutto gli abiti, in questo secondo capitolo hanno un ruolo ancora più marcato, poiché ogni abito ha una abilità pre-assegnata che può essere potenziata tramite modifiche nei banchi da lavoro dalle 3 alle 5 volte. L'arrampicata è completamente libera: infatti sono presenti punti precisi in cui arrampicarsi manualmente, si può scalare una montagna, rovina o parete rocciosa con l'ausilio del rampino tramite alcuni appigli per applicare lo strumento mentre si può ridiscendere a valle planando con l'Alascudo.

## Espansione

### Burning Shores
L'8 dicembre 2022 in occasione dei The Game Awards 2022 viene annunciata l'espansione Burning Shores disponibile in esclusiva per PlayStation 5 dal 19 aprile 2023. Il contenuto è ambientato nelle rovine di Los Angeles dove si erge un vulcano attivo che ha mutato la zona in un arcipelago.
La storia è ambientata dopo il termine della campagna principale dove Aloy riceve una chiamata da Sylens che la informa che uno dei Far Zenith è sopravvissuto all'attacco alla loro base, in quanto non si trovava lì in quel momento: Walter Londra, che a suo tempo era una celebrità nonché magnate dell'estrazione di preziosi minerali nello spazio. Così la Cacciatrice di Macchine viaggia verso il sud dell'Ovest Proibito arrivando ad Hollywood per indagare sulle intenzioni di Londra. Qui fa la conoscenza di una nuova alleata della tribù Quen di nome Seyka, il cui gruppo fa parte della stessa spedizione di Alva e che si era divisa a causa di una tempesta in mare. Seyka è alla ricerca di alcuni compagni di spedizione, tra cui sua sorella, spariti misteriosamente. Collaborando con Seyka (con la quale instaura un forte legame nel corso di tutta la storia), Aloy scopre che il responsabile delle sparizioni è proprio Londra e che lo Zenith ha intenzione di abbandonare la Terra prima dell'arrivo dell'entità Nemesi, ma per farlo intende avvalersi di un motore il cui propellente contaminerebbe irrimediabilmente il territorio uccidendo tutto ciò che si trova per miglia e miglia, inoltre vuole portare con sé i Quen scomparsi (tra cui la sorella di Seyka) e da lui indottrinati affinché lo venerino come un dio per costruire una nuova colonia su un altro mondo. Sventati i piani di Londra e smascherate le sue intenzioni ai Quen, lo Zenith contrattacca attivando un Horus (una delle antiche e colossali macchine che posero fine all'umanità mille anni prima). Aloy e Seyka ingaggiano una dura battaglia contro il titano metallico fino a farlo surriscaldare e bruciare, al che Aloy entra nella testa dell'Horus e affronta direttamente Londra fino a ucciderlo.
Sconfitto il nemico e riportati in salvo i Quen, Aloy si appresta a tornare a casa per prepararsi all'arrivo di Nemesi, non prima di essersi confrontata con Seyka e aver messo in chiaro con lei ciò che provano l'una per l'altra (accettando o rifiutando i suoi sentimenti, dipendentemente dalla scelta del giocatore). Dopo aver fatto ritorno, Sylens la informa che tra i dati recuperati dalla base di Londra ha trovato i nomi di molte antiche compagnie tecnologiche militari che potrebbero contenere qualcosa di utile per contrastare l'attacco di Nemesi, mantenendo ancora una flebile speranza per il futuro.

## Sviluppo e pubblicazione
L'11 giugno 2020 il videogioco è stato annunciato tramite un trailer cinematografico durante l'evento streaming di PlayStation 5. I doppiatori Ashly Burch e Lance Reddick riprendono i loro rispettivi ruoli, Burch per Aloy e Reddick per Sylens. La serie a fumetti del videogioco, scritta da Anne Toole e illustrata da Ann Maulina, sarà ambientata dopo gli eventi del primo titolo, il primo volume della serie verrà pubblicato dalla Titan Books il 5 agosto 2020. Il 16 settembre 2020, tramite una nota sul blog PlayStation, è stato reso noto che il titolo uscirà anche per la piattaforma PlayStation 4. Horizon Forbidden West sfrutterà su Play Station 5 il DualSense per supportare il feedback tattile, la quale migliorerà notevolmente l'esperienza di immersione del giocatore. Grazie alla maggior potenza di elaborazione e di inclusione di un SSD personalizzato per la Play Station 5, il gioco beneficerà di tempi di caricamento istantanei e di una grande varietà di nemici, effetti visivi e oggetti durante le scene di gioco. Il motore grafico utilizzato dal gioco, è una versione aggiornata di Decima. Il 27 maggio 2021, Guerrilla Games ha mostrato il primo gameplay del videogioco dalla durata di 14 minuti su PlayStation 5, durante la presentazione del State of Play di Sony.

## Sequel
Nell'aprile 2023 Guerrilla Games ha confermato piani riguardo all'«espandere il mondo di Horizon con la prossima avventura di Aloy» accennando che un sequel diretto di Horizon Forbidden West sia in sviluppo.

## Accoglienza
| Testata                              | Versione | Giudizio |
| ------------------------------------ | -------- | -------- |
| Metacritic (media al 16 agosto 2023) | PS4      | 83/100   |
| Metacritic (media al 16 agosto 2023) | PS5      | 88/100   |
| Destructoid                          | PS5      | 8,5/10   |
| Everyeye.it (ITA)                    | PS5      | 9/10     |
| Game Informer                        | PS5      | 9,25/10  |
| GameSpot                             | PS5      | 8/10     |
| GamesRadar+                          | PS5      | [ 32 ]   |
| IGN                                  | PS5      | 9/10     |
| Jeuxvideo.com (FRA)                  | PS5      | 19/20    |
| Multiplayer.it (ITA)                 | PS5      | 9/10     |
| Push Square                          | PS5      | [ 36 ]   |

Horizon Forbidden West ha ricevuto recensioni "generalmente positive", secondo l'aggregatore di recensioni Metacritic.
Molti critici hanno apprezzato l’ambientazione più vasta del gioco rispetto al capitolo precedente. In una recensione pubblicata da Wired, Swapna Krishna ha apprezzato Horizon Forbidden West come gioco open world riuscito e come una alternativa gestibile alla modalità di gioco meno clemente di The Witcher 3: Wild Hunt. In una critica per NPR, Krishna ha paragonato il gioco favorevolmente al precedente Horizon, asserendo che «continua i successi del suo predecessore, cercando di migliorarli in ogni modo possibile.» Jason Schreier, in un giudizio per Bloomberg, è dello stesso parere, notando «Il mantra per lo sviluppo di Horizon Forbidden West sembra essere: rendi ogni cosa maggiore, migliore e eccellente.» Al contrario, in una recensione mista, Dan Silver del Telegraph ha definito il mondo aperto del gioco e le dimensioni «dominanti».
Alcuni recensori hanno notato problemi tecnici al lancio, che variano dai semplici errori grafici ai crash e alla perdita di file di salvataggio.

### Vendite
Nel Regno Unito, Forbidden West è stato il miglior gioco venduto digitalmente durante la prima settimana di pubblicazione. Almeno il 49% delle vendite erano copie digitali.
In Germania, oltre 200 000 copie del gioco sono state vendute durante il mese di lancio.
La versione PlayStation 4 Horizon Forbidden West è stata la terza più acquistata durante la prima settimana di distribuzione in Giappone, con 48 476 copie fisiche vendute. La versione PlayStation 5 ha piazzato 43 012 copie fisiche durante la stessa settimana, rendendolo il quarto gioco più venduto nel Paese.
Nel maggio 2023, Sony ha annunciato che oltre 8,4 milioni di copie del videogioco sono state vendute al 16 aprile 2023.

### Riconoscimenti
- 2022 – Golden Joystick Awards[46]
  - Premiato: Miglior narrativa[47]
  - candidato miglior gioco dell'anno
  - candidato miglior visual design
  - candidato gioco PlayStation dell'anno
- 2022 – The Game Awards[48]
  - candidato miglior gioco dell'anno
  - candidato miglior direzione videoludica
  - candidato miglior narrativa
  - candidato miglior direzione artistica
  - candidato miglior montaggio sonoro
  - candidato miglior interpretazione a Ashly Burch
  - candidato miglior videogioco d'avventura dinamica
- 2023 – New York Game Awards[49]
  - candidato premio statua della libertà per il miglior mondo
  - candidato premio Tin Pan Alley per la miglior colonna sonora in un videogioco
  - candidato premio Great White Way per la miglior interpretazione in un videogioco a Ashly Burch
- 2023 – D.I.C.E. Awards[50]
  - candidato miglior gioco dell'anno
  - candidato miglior direzione videoludica
  - candidato miglior gioco d'avventura dell'anno
  - candidato miglior realizzazione tecnica
  - candidato miglior colonna sonora
  - candidato miglior personaggio (Aloy)
  - candidato miglior direzione artistica
  - candidato miglior animazione
- 2023 – Annie Award[51]
  - candidato miglior animazione di un personaggio in un videogioco
- 2023 – Game Developers Choice Awards[52][53]
  - Menzione d'onore al gioco dell'anno
  - Menzione d'onore al premio innovazione
  - Menzione d'onore miglior narrativa
  - candidato miglior sonoro
  - candidato miglior tecnologia
  - candidato miglior arte visiva
- 2023 – British Academy Video Games Awards[54]
  - Premiato: Miglior realizzazione tecnica[55]
  - candidato miglior animazione
  - candidato miglior sonoro
  - candidato miglior progettazione di un videogioco
  - candidato miglior interpretazione da non protagonista a Charlotta Mohlin